# Derek Parra
Derek Parra (San Bernardino, 15 maart 1970) is een voormalig Amerikaans langebaanschaatser.

## Biografie
Parra begon in 1984 met rolschaatsen, en deed dat zeer succesvol: hij werd tweemaal wereldkampioen op de inline skates. In 1996 is hij overgestapt op het langebaanschaatsen omdat inline-skating geen Olympische sport werd en hij daarmee dus niet verder kon komen.
Pas in 2001 begon hij zich in de picture te rijden, trainer Bart Schouten haalde het beste in hem naar boven en het legde hem geen windeieren. Parra behaalde goud op de 1500 meter en was daarmee de eerste Latijns-Amerikaan die een gouden plak won op de Olympische Winterspelen. Verder behaalde Parra zilver op de 5000 meter (achter Jochem Uytdehaage) bij de Olympische Spelen van Salt Lake City.
Derek Parra nam zes maal deel aan het Continentaal kampioenschap van Noord-Amerika & Oceanië (het kwalificatietoernooi voor de WK Allround). In 1999 en 2000 werd hij tweede. Het toernooi van 2001 won hij. Hij kwalificeerde zich vijf keer voor het WK Allround via dit toernooi. In 2002 en 2003 werd hij hiervoor door de Amerikaanse bond aangewezen. Op het WK van 2002 behaalde hij zijn grootste succes, hij werd hier derde.
Parra werd er weleens van beschuldigd gemakzuchtig te zijn: volgens zijn trainers trainde hij niet voldoende maar besteedde hij te veel tijd aan de publicatie van zijn boek Weerspiegelingen in het ijs. Hierin beschrijft hij zijn levensverhaal.
Aan het einde van het seizoen 2005-2006 stopte Parra met wedstrijdschaatsen. De 1500 meter tijdens Wereldbeker-finale in Heerenveen in maart 2006 was zijn laatste optreden. Hij nam geëmotioneerd afscheid van het publiek. Aan het eind van het seizoen stond Parra 8e op de Adelskalender met precies 149 000 punten.

## Records

### Persoonlijke records
| Afstand      | Tijd     | Datum            | Baan           |
| ------------ | -------- | ---------------- | -------------- |
| 500 meter    | 35,88    | 18 december 2001 | Salt Lake City |
| 1000 meter   | 1.08,87  | 11 januari 2003  | Salt Lake City |
| 1500 meter   | 1.43,95  | 19 februari 2002 | Salt Lake City |
| 3000 meter   | 3.46,14  | 3 februari 2002  | Salt Lake City |
| 5000 meter   | 6.17,98  | 9 februari 2002  | Salt Lake City |
| 10.000 meter | 13.33,44 | 22 februari 2002 | Salt Lake City |

### Wereldrecords
| Nr. | Afstand       | Tijd     | Datum            | Baan           |
| --- | ------------- | -------- | ---------------- | -------------- |
| 1.  | 1500 meter    | 1.43,95  | 19 februari 2002 | Salt Lake City |
| 2.  | Achtervolging | 3.48,56* | 13 november 2004 | Hamar          |

* samen met KC Boutiette en Chad Hedrick

## Resultaten
| Jaar | Olympische Spelen                | Wereld Beker                             | WK Afstanden                    | CK N-Amerika | WK Allround |
| ---- | -------------------------------- | ---------------------------------------- | ------------------------------- | ------------ | ----------- |
| 1996 |                                  | 46e 5k/10k                               |                                 |              |             |
| 1997 |                                  | 39e 5k/10k                               |                                 |              |             |
| 1998 |                                  | 43e 1500m 47e 5k/10k                     |                                 |              |             |
| 1999 |                                  | 34e 1500m 27e 5k/10k                     | 17e 1500m 19e 5000m             | Zilver       | NC20        |
| 2000 |                                  | 17e 1500m 28e 5k/10k                     | 10e 1500m 12e 5000m 16e 10.000m | Zilver       | NC14        |
| 2001 |                                  | 35e 1000m 5e 1500m 16e 5k/10k            | 1500m · 15e 5000m · 12e 10.000m | Goud         | NC13        |
| 2002 | 1500m (OR) · 5000m · 13e 10.000m | 19e 1000m · 1500m · 12e 5k/10k           |                                 |              | Brons       |
| 2003 |                                  | 57e 500m · 17e 1000m · 1500m · 8e 5k/10k | 5e 1500m 10e 5000m 16e 10.000m  |              | NC13        |
| 2004 |                                  | 26e 1000m 6e 1500m 32e 5k/10k            | 8e 1500m                        | 4e           | 11e         |
| 2005 |                                  |                                          | 13e 1500m 4e achtervolging      | 5e           | 10e         |
| 2006 | 19e 1500m                        | 36e 1000m 12e 1500m 6e achtervolging     |                                 | NC11         |             |

NC# = niet gekwalificeerd voor de laatste afstand, maar wel als # geklasseerd in de eindrangschikking

### Medaillespiegel
| Kampioenschap          | Goud | Zilver | Brons |
| ---------------------- | ---- | ------ | ----- |
| Olympische Spelen      | 1    | 1      | 0     |
| Wereldbeker            | 0    | 1      | 1     |
| WK Afstanden           | 0    | 1      | 0     |
| WK Allround            | 0    | 0      | 1     |
| CK N-Amerika & Oceanië | 1    | 2      | 0     |

1924: Clas Thunberg ·
1928: Clas Thunberg ·
1932: Jack Shea ·
1936: Charles Mathiesen ·
1948: Sverre Farstad ·
1952: Hjalmar Andersen ·
1956: Jevgeni Grisjin/Joeri Michajlov ·
1960: Jevgeni Grisjin/Roald Aas ·
1964: Ants Antson ·
1968: Kees Verkerk ·
1972: Ard Schenk ·
1976: Jan Egil Storholt ·
1980: Eric Heiden ·
1984: Gaétan Boucher ·
1988: André Hoffmann ·
1992: Johann Olav Koss ·
1994: Johann Olav Koss ·
1998: Ådne Søndrål ·
2002: Derek Parra ·
2006: Enrico Fabris ·
2010: Mark Tuitert ·
2014: Zbigniew Bródka ·
2018: Kjeld Nuis ·
2022: Kjeld Nuis
- International Standard Name Identifier: 0000 0000 5242 1414
- Library of Congress Control Number: nr2003038016
- Nederlandse Thesaurus van Auteursnamen: 270763457
- Virtual International Authority File: 14715838
- WorldCat: E39PBJyRrYffgJqw8pWqGdYF8C